# Haute École ICHEC - ECAM - ISFSC
 (décembre 2017).
Si vous disposez d'ouvrages ou d'articles de référence ou si vous connaissez des sites web de qualité traitant du thème abordé ici, merci de compléter l'article en donnant les références utiles à sa vérifiabilité et en les liant à la section « Notes et références ».
La Haute École ICHEC - ECAM - ISFSC, anciennement Haute École groupe ICHEC - ISC Saint-Louis - ISFSC est une haute école catholique bruxelloise du réseau libre subventionné par la Fédération Wallonie-Bruxelles.

## Historique
Elle est fondée en 1996 à la suite de la fusion de l'Institut catholique des hautes études commerciales (ICHEC), de l'Institut supérieur de formation sociale et de communication (ISFSC) et de l'Institut supérieur de commerce Saint-Louis. En 2004, l'ICHEC et l'ISC Saint-Louis fusionnent pleinement. En 2019, l'École centrale des arts et métiers (ECAM) s'y rajoute, transférée depuis la Haute École Léonard de Vinci,.
À l'origine, ce sont trois hautes écoles du réseau libre subventionné par la Communauté française de Belgique, qui se sont rassemblées en 1996 pour former une seule entité juridique. C'est une association sans but lucratif qui se divisait jusqu'en 2019 en la catégorie économique pour l'ICHEC (et l'ISC Saint-Louis jusqu'à son absorption en 2004) et la catégorie sociale pour l'ISFSC.
L'ECAM fait jusqu'alors partie de la Haute École Léonard de Vinci, dont elle constitue la catégorie technique. Depuis 2019, la haute école réorganisée se compose de deux départements « domaine » : sciences économiques et de gestion (ICHEC), sciences de l’ingénieur et technologie (ECAM) et d’un département « transdomaine » : information et communication sociale et sciences politiques et sociales (ISFSC).

## Institut supérieur de formation sociale et de communication
Fondé en 1920 en tant qu'École de la rue de la Poste à Schaerbeek, l'ISFSC est la plus ancienne école de formation au métier d'Assistante Sociale de la Région de Bruxelles-Capitale. Ce baccalauréat d'Assistante Sociale (AS) fut rejoint d'abord par un baccalauréat en Communication (COMMU) et ensuite par un baccalauréat en Ecriture Multimédia (EMU, arrivé en 2000).
Outre ces bacheliers professionnalisants, cet établissement délivre également un master universitaire en communication, en co-diplomation avec l'Université Saint-Louis - Bruxelles.

## Institut supérieur de commerce Saint-Louis
L'ISC Saint-Louis (fondé en 1925 en tant que HEC Saint-Louis au sein de la Faculté universitaire Saint-Louis) devient autonome en 1960, tout en gardant ses locaux au sein des Facultés universitaires Saint-Louis. Il fusionne ensuite en 2004 par absorption au sein de l'Institut catholique des hautes études commerciales, vers lequel les formations sont transférées. Parallèlement, l'Université Saint-Louis - Bruxelles organise toujours des formations en sciences économiques et de gestion et en ingénieur de gestion, sur le même site que l'ISC Saint-Louis, désormais au sein de sa Faculté des sciences économiques, politiques, sociales et de la communication (ESPO).
Son équivalent néerlandophone était l'Economische Hogeschool Sint-Aloysius (EHSAL) également fondée en 1925, qui fait désormais partie de la haute école Odisee et de la KU Leuven Campus Brussel.